# 自足
| ウィキペディアには「自足」という見出しの百科事典記事はありません（タイトルに「自足」を含むページの一覧/「自足」で始まるページの一覧）。 代わりにウィクショナリーのページ「自足」が役に立つかもしれません。 |